# Diboué Black
Pour les articles homonymes, voir Black.
 (octobre 2013).
Ebénézer Diboué Black est un artiste camerounais. Il est auteur-compositeur et interprète de ses chansons en français et en Douala. Son répertoire est principalement le makossa et le zouk et il est considéré comme le pionnier du « Makossa-Conscience » depuis son dernier album intitulé Conscience Positive sorti en 2003.

## Biographie
Ebénézer Diboué Black Mpondo est né le 16 juillet 1967 à Douala au Cameroun dans le quartier résidentiel d'Akwa.

## Discographie
- 1988 : C'est pas sérieux (Volume)
- 1989 : Les roses de la vie (Sonodisc)
- 1996 : Wake up Africa (Socadisc)
- 2000 : Africa Fiesta (Wagram Music)
- 2003 : Conscience Positive (Melodie)

Compilations
- 1995 : Cameroun Connection (Sonodisc-TJR)
- 1996 : Afric Panach (Sonodisc-TJR)
- 1998 : Tropical Fever (Wagram Music/Epssy Record)
- 1999 : African Dance Beat Volume I (Bell Hammer Musik/Allemagne)
- 2000 : Mes soirées Zouk (Universal Music)
- 2000 : Méga Africa (Wagram Music)
- 2002-2003 : Africa All Stars Volume I et II (Emi-Virgin)
- 2004 : Chaleur Tropicale (BMG-Sony)
- 2007 : African Dance Beat Volume II (Hammer Musik-Allemagne)

DVD
- 2003 : Colors of Africa (Atoll Music-Stick Music)
- 2003 : Africa World Music (Stick Music-Go up)